# El robo del siglo (película de 2020)
El robo del siglo es una película argentina de 2020 dirigida por Karlay perteneciente al género de suspenso policial y comedia. La película está protagonizada por Diego Peretti, Guillermo Francella, Luis Luque, Rafael Ferro y Mariano Argento.
La película está basada en una historia real, el robo de la sucursal del Banco Río de la localidad bonaerense de Acassuso ocurrido el 13 de enero de 2006, la cual fue asaltada por una banda de seis ladrones armados con réplicas de armas reales. Tomaron 23 rehenes y se llevaron aproximadamente 19 millones de dólares de 147 cajas de seguridad.

## Argumento
La película inicia con Fernando Araujo, un artista plástico con vasta experiencia en jiu-jitsu brasileño, con un psicoanalista, detallando otra de sus pasiones: el robo de bancos. En medio de la lluvia, Araujo se refugia bajo el alero de un local cerrado; en un fragmentado espejo de agua, ve un cartel luminoso y al levantar la vista, descubre la fachada del Banco Río. Él y un conocido suyo, Sebastián García Bolster (alias «El Marciano»), llevaban meses planeando la manera de ejecutar el robo. Sin embargo, había dado marcha atrás hasta descubrir la existencia de un desagüe cerca del mencionado banco y el plan se reavivó.
Araujo se dio cuenta de que necesitaba reclutar más gente si quería que el robo fuera un éxito. Contactó a otros tres ladrones: «El Doc» Debauza, un reconocido líder de una banda de delicuencia organizada; Alberto «Beto» de la Torre, un ladrón urbano; y Luis Mario Vitette Sellanes, un delincuente uruguayo al que contactó por medio del Doc y posteriormente le mostraba el banco que van a asaltar. Se reúnen en el desagüe, donde abordan las tácticas para llevar a cabo el robo y recorrieron las alcantarillas pasando el banco para observar por donde podrían escapar. Un sexto miembro de la banda, de nombre Julián «El Paisa», es el encargado de manejar la camioneta con la que los otros cinco recorrerán su camino.
Al medío día, con El Paisa ubicado a unas cuantas calles del banco y Bolster dentro de un pozo que había excabado, Araujo (con una peluca amarilla) y Beto son los primeros en ingresar al banco. Vitette (quien se hace llamar como «Walter») y el Doc ingresan desde el estacionamiento, siendo ellos dos quienes toman como rehenes a los empleados y clientes en lo que el resto llena los bolsos de dinero. Dos horas después, liberan al primer rehén, que resultaba ser el empleado de seguridad.
Los francotiradores del Grupo Halcón están a la espera de una orden. Más de tres centenares de policías diseminados por el banco aguardan la voz de su jefe Miguel Sileo, que deja diluir las esperanzas de que Vitette de señales de vida. La primera conversación fue una solicitud de Sileo para que él y el Doc liberaran a los rehenes. No se llegó a un acuerdo, pero a ambas partes sirvió para «ganar tiempo». Nuevamente pasaron horas para que otros dos rehenes quedaran liberados: un empleado del banco que tuvo problemas de vejiga y una anciana a la que dejaron ir porque era su cumpleaños.
En un intento de despistar a los policías, Vitette ordena númerosas pizzas. Cuando la banda de ladrones se dispone a fugar a través del pozo por el desagüe, el resto de rehenes aprovechan para quedar libres. Es ahí cuando el Grupo Halcón recibe la orden para entrar al banco. Sileo, el fiscal y otros policías quedan sorprendidos de ver como la mayor parte de las cajas de seguridad fueron vaciadas. Presencian réplicas de armas y un cartel colgado en la bóveda que dice «En barrio de ricachones, sin armas ni rencores, es solo plata y no amores».
La banda de ladrones se distribuyen el dinero, y acuerdan separarse entre sí siguiendo cada uno su propio camino. Meses después, cada uno de ellos sería detenido gracias a que La Turca, que estaba despechada porque su marido Beto se fue con otra mujer a disfrutar de la fortuna, los había delatado. Después de la detención de Beto, los policías también detienen al Paisa en un baldío, que pese a no formar parte del atraco, si se le encontró rastros de dinero robado. El siguiente en ser detenido es Bolster, responsable de abrir las cajas con una herramienta hidráulica conocida como «Cañón Power». Vitette, que había regresado a Uruguay junto con su hija Lucía, ve en las noticias que han detenido a sus compañeros, y se percata por la ventana que la policía lo está buscando. Al acordar un juicio abreviado con la justicia argentina, Vitette se entrega para ser condenado por 20 años de cárcel, el cual sería reducida.
En la sierras de la ciudad de San Juan, mientras Araujo hacia un retiro espiritual con el dinero, es interceptado por la Gendarmería Nacional Argentina, quienes revisan la carpa donde se encontraba durmiendo mientras se queda sentado, siendo así el último de la banda en entegrarse a las autoridades. Después de esta escena, Araujo le menciona al psicoanalista que las sesiones le han servido como aprendizaje para ser alguien mejor.
Al final, se muestra a Araujo saliendo de prisión, donde es recibido por Vitette en su automóvil rojo; el dúo se dirige a un próximo destino. Inmediatamente en los créditos finales, se menciona que los ladrones (que contaban con ligeras condenas a raíz de que las armas que utilizaron eran réplicas) serían liberados, aunque con causas penales abiertas.

## Reparto
- Diego Peretti como Fernando Araujo, cerebro y ejecutor del asalto.
- Guillermo Francella como Luis Mario Vitette Sellanes / «Walter», un joyero al que los medios retratan como «El hombre del traje gris».[4]
- Pablo Rago como Sebastián «El Marciano» García Bolster.[5]
- Rafael Ferro como Alberto «Beto» de la Torre, encargado de la toma de rehenes.[6]
- Mariano Argento como «El Doc» Debauza, encargado de la toma de rehenes.
- Juan Alari como «El Paisa», conductor de la camioneta.[4]
- Luis Luque como Miguel Sileo, negociador de la Policía de la Provincia de Buenos Aires.
- Magela Zanotta como «La Turca», la esposa de De la Torre.[4]
- Johanna Francella como Lucía Vitette Sellanes, hija de Luis Mario «Walter».
- Mario Moscoso y Darío Levy como oficiales de policía.
- Fabián Arenillas como el jefe del Grupo Halcón.
- Mario Alarcón como el fiscal.
- Enrique Dumont como el psicoanalista.
- Sebastián Mogordoy como el guardia de seguridad.
- Mariela Pizzo como Claudia, esposa de «El Marciano».
- Luz Palazón como la empleada bancaria.
- María Marull como la abogada.
- Paula Grinszpan como la empleada de limpieza.
- Pochi Ducasse y Juan Tupac Soler como rehenes.

## Producción
El rodaje de la película comenzó el 15 de abril de 2019 en Buenos Aires y terminó el 4 de junio del mismo año en Potrerillos, Provincia de Mendoza, unos aproximados siete meses y medio antes de su definitivo estreno, el 16 de enero de 2020. El guion fue escrito por el productor Alex Zito y el propio autor del atraco, Fernando Araujo, quien tenía un taller de pintura a diez cuadras del banco. La cinta fue distribuida por Warner Bros. Pictures.

## Recepción

### Crítica
El robo del siglo recibió críticas muy favorables por parte de la prensa especializada. Según el sitio web Todas Las Críticas, portal que recopila y arroja un promedio entre varias críticas profesionales, la película posee una calificación de 77/100, basada en 34 reseñas.

### Comercial
El robo del siglo, distribuida por Warner Bros., fue estrenada en 376 salas de cine, lo cual implicó un lanzamiento a nivel nacional. Fue estrenada también en Bolivia, Chile, Paraguay y Uruguay. Dado el interés durante su estreno y preestrenos, se terminó ampliando su estreno a 392 salas. Con un estimado de 96.420 entradas vendidas el jueves 17 de enero de 2020, según la web Ultracine, El robo del siglo se convirtió así en la segunda película argentina más vista en la historia en su día de estreno, solo por detrás de lo conseguido por la cinta animada Metegol, con 113.000 entradas.
Finalizado su primer fin de semana en cartelera, la cinta logró también quedar en el quinto puesto histórico en cuanto a entradas vendidas por una producción nacional con 417.000 boletos cortados, solo superada por El clan (504.000), Relatos salvajes (450.000) y Metegol (425.000). Al finalizar su primera semana completa en cartelera el acumulado fue de 634.000 espectadores.
La película fue vista por más de dos millones de espectadores en Argentina. En marzo, ocho semanas después de su estreno, continuaba siendo exhibida en 139 salas. En Uruguay, El robo del siglo fue estrenada en 45 salas, y fue la película más vista por varias semanas.
La recaudación total de la película superó los 14 millones y medio de dólares. Convirtiéndose así, en la sexta película más taquillera en la historia del cine argentino.

## Premios y nominaciones

### Premio Sur
| Año  | Premio     | Categoría                 | Nominados                   | Resultado | Ref.   |
| ---- | ---------- | ------------------------- | --------------------------- | --------- | ------ |
| 2021 | Premio Sur | Mejor película            | El robo del Siglo           | Nominado  | [ 24 ] |
| 2021 | Premio Sur | Mejor director            | Ariel Winograd              | Nominado  | [ 24 ] |
| 2021 | Premio Sur | Mejor actor               | Diego Peretti               | Nominado  | [ 24 ] |
| 2021 | Premio Sur | Mejor guion adaptado      | Fernando Araujo - Alex Zito | Nominado  | [ 24 ] |
| 2021 | Premio Sur | Mejor fotografía          | Félix Monti                 | Nominado  | [ 24 ] |
| 2021 | Premio Sur | Mejor sonido              | José Luis Díaz              | Nominado  | [ 24 ] |
| 2021 | Premio Sur | Mejor música original     | Darío Ezkenazi              | Nominado  | [ 24 ] |
| 2021 | Premio Sur | Mejor dirección artística | Daniel Gimelberg            | Nominado  | [ 24 ] |

### Premios Platino
| Año  | Premio          | Categoría                                                          | Nominados         | Resultado | Ref.   |
| ---- | --------------- | ------------------------------------------------------------------ | ----------------- | --------- | ------ |
| 2021 | Premios Platino | Mejor interpretación masculina                                     | Diego Peretti     | Nominado  | [ 24 ] |
| 2021 | Premios Platino | Mejor miniserie o teleserie cinematográfica iberoamericana         | El robo del Siglo | Nominado  | [ 24 ] |
| 2021 | Premios Platino | Mejor interpretación masculina en Miniserie o Teleserie            | Andrés Parra      | Ganador   | [ 24 ] |
| 2021 | Premios Platino | Mejor interpretación femenina en Miniserie o Teleserie             | Marcela Benjumea  | Nominado  | [ 24 ] |
| 2021 | Premios Platino | Mejor interpretación masculina de Reparto en Miniserie o Teleserie | Christian Tappan  | Ganador   | [ 24 ] |

### Premios Cinematográficos José María Forqué
| Año  | Premio         | Categoría                      | Nominados         | Resultado | Ref. |
| ---- | -------------- | ------------------------------ | ----------------- | --------- | ---- |
| 2021 | Premios Forqué | Mejor película latinoamericana | El robo del Siglo | Nominado  |      |

### Participación en festivales de cine
| Festival                                              | Fecha de evento         | Categoría                        | Nominación          | Resultado          | Ref.   |
| ----------------------------------------------------- | ----------------------- | -------------------------------- | ------------------- | ------------------ | ------ |
| Festival de Málaga                                    | 4 al 5 de marzo de 2020 | Sección oficial                  | El robo del siglo   | Solo participación | [ 25 ] |
| Festival Internacional de Cinema de Begur Costa Brava | 13 de octubre de 2020   | Mejor producción latinoamericana | El robo del siglo   | Ganador            | [ 26 ] |
| Festival Internacional de Cinema de Begur Costa Brava | 13 de octubre de 2020   | Mejor interpretación masculina   | Guillermo Francella | Ganador            | [ 27 ] |